# 요거프레소
요거프레소(YOGER PRESSO)는 대한민국의 디저트 카페 프랜차이즈이다. 2007년에 배화여대 정문에 첫 매장을 개점하였다.

## 메뉴
주로 메뉴의 커피, 드링크, 요거트, 밀크, 디저트, 카페너리, MD 등의 제공한다.

## 매장 지역
요거프레소는 2020년 11월 기준으로 대한민국에 1250호점 매장을 개점했다. 각 지역의 골목 상권에 주로 위치해있으며 멀티플렉스 영화관에서도 종종 매장들을 찾아볼 수 있다.
- 서울특별시 : 96개
- 부산광역시 : 22개
- 대구광역시 : 18개
- 인천광역시 : 30개
- 광주광역시 : 3개
- 대전광역시 : 7개
- 울산광역시 : 5개
- 세종특별자치시 : 3개
- 경기도 : 200개
- 강원특별자치도 : 26개
- 충청북도 : 19개
- 충청남도 : 27개
- 전북특별자치도 : 23개
- 전라남도 : 45개
- 경상북도 : 34개
- 경상남도 : 36개
- 제주특별자치도 : 6개